# Dave Simonson
David Arnold Simonson (Austin, 2 maggio 1952) è un ex giocatore di football americano statunitense che ha giocato nel ruolo di offensive tackle per quattro stagioni nella National Football League (NFL). Fu scelto nel corso del dodicesimo giro (292º assoluto) del Draft NFL 1974 dai Baltimore Colts. Al college ha giocato a football all'Università del Minnesota.

## Carriera professionistica
Simonson fu scelto nel corso del dodicesimo giro del Draft 1974 dai Baltimore Colts. Dave cambiò cinque differenti squadre nei suoi quattro anni di carriera da professionista: il 1974 lo passò coi Colts, il 1975 con i New York Giants mentre nel 1976 iniziò la stagione con gli Houston Oilers ma terminò con la neonata franchigia dei Seattle Seahawks. La sua carriera terminò dopo la stagione 1977 con i Detroit Lions. Simonson giocò 29 partite nella NFL e dopo il ritirò si arruolò nella polizia del Minnesota.

## Vittorie e premi
Nessuno

## Statistiche
| Partite totali | 29 |